# Фріц Бюкс
Фріц Бюкс (нім. Fritz Büchs; 9 березня 1885, Нойруппін — 3 березня 1959, Дортмунд) — німецький офіцер, генерал-лейтенант вермахту.

## Біографія
9 вересня 1904 року вступив в Імперську армію. Учасник Першої світової війни. Після демобілізації армії залишений в рейхсвері. З 26 серпня 1939 року — командир 2-го командування прикордонної охорони (з 15 жовтня 1939 року — 32-го командування особливого призначення). З 10 січня 1940 року — інспектор поповнення в Дортмунді. В квітні 1945 року взятий в полон. В січні 1947 року звільнений.

## Звання
- Фанен-юнкер (9 вересня 1904)
- Фанен-юнкер-унтерофіцер (29 березня 1905)
- Фенріх (15 червня 1905)
- Лейтенант (27 січня 1906)
- Оберлейтенант (19 липня 1913)
- Гауптман (27 січня 1915)
- Майор (1 липня 1927)
- Оберстлейтенант (1 грудня 1931)
- Оберст (1 квітня 1934)
- Генерал-майор (1 квітня 1937)
- Генерал-лейтенант запасу (1 квітня 1939)
- Генерал-лейтенант (1 жовтня 1939)

## Нагороди
- Залізний хрест 2-го і 1-го класу
- Ганзейський Хрест (Гамбург)
- Військовий Хрест Фрідріха-Августа (Ольденбург) 2-го і 1-го класу
- Хрест «За заслуги у війні» (Саксен-Мейнінген)
- Почесний хрест (Ройсс) 3-го класу з мечами і короною
- Нагрудний знак «За поранення» в чорному
- Почесний хрест ветерана війни з мечами (1934)
- Медаль «За вислугу років у Вермахті» 4-го, 3-го, 2-го і 1-го класу (25 років; 2 жовтня 1936) — отримав 4 нагороди одночасно.
- Орден Заслуг (Угорщина), командорський хрест із зіркою (26 серпня 1938)
- Хрест Воєнних заслуг 2-го класу з мечами